# FANTASY (w-inds.의 노래)
Fantasy는 2015년 1월 21일에 발매된 w-inds.의 34번째 싱글이다.

## 앨범 종류

### 초회한정반 A
1. Fantasy
후지테레비 《사키 가케 온가쿠 반즈케 !》 1월 오프닝 테마
2. Million Dollar Girl
3. Million Dollar Girl(Instrumental)

### 초회한정반 B
1. Fantasy
2. Frozen in my heart
3. Frozen in my heart(Instrumental)

### 초회한정반 N
1. Fantasy
2. Sweetest love
3. Sweetest love(Instrumental)

### 통상반
1. Fantasy
2. Fantasy(Instrumental)

## 차트
- 오리콘 위클리차트 4위를 기록하였다. (15/1/27)
- 뮤직스테이션 시디랭킹 5위를 기록하였다.(15/1/23)
- CDTV 랭킹 4위를 기록하였다 (15/1/31)
- 빌보드 뮤직재팬 차트 14위를 기록하였다. (15/1/28)